# Nažwan-Stadtwald
Koordinaten: 32° 38′ 32″ N, 51° 37′ 35″ O

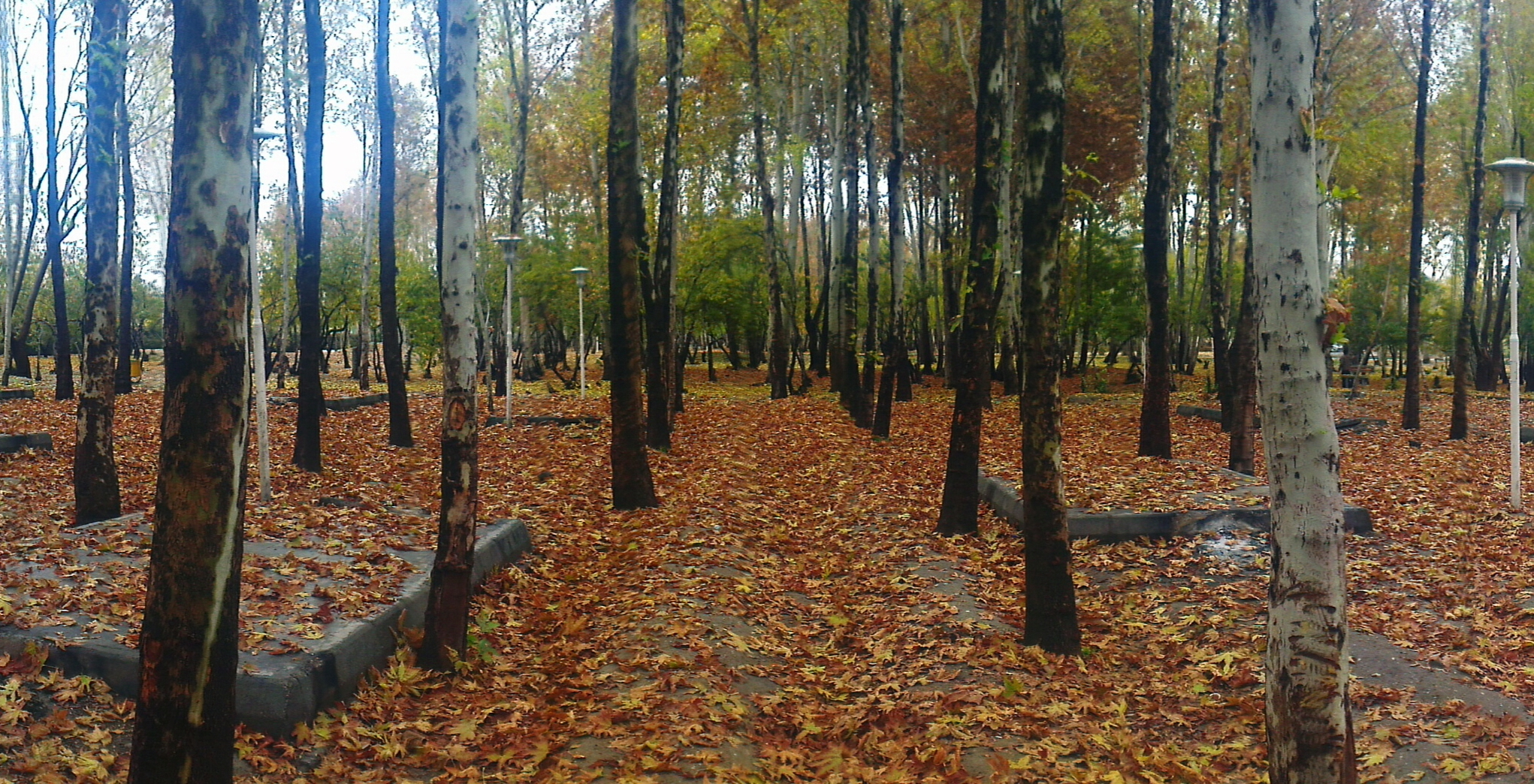
Nažwan-Stadtwald (2013)

Das Nažwan-Stadtwald (persisch پارک جنگلی ناژوان Park e dschangali je Nažwan, IPA:pɑɾc ɛ d͡ʒængæli jɛ nɑʒvɑn) ist ein Stadtwald in Isfahan. Das Wort Nažwan besteht aus zwei Wörtern, Naž (Pappeln) und wan (Nachsilbe, die eine Örtlichkeit bezeichnet). So bedeutet Nažwan Der Ort der Pappeln.
Der Garten mit einer Fläche von 1200 ha befindet sich im Westen Isfahans. Nažwan ist ein Teil der ursprünglichen Waldlandschaft am Stadtrand Isfahans. Durch die Mitte der Anlage fließt der Zayandeh Rud. Als eine der wenigen Grünanlagen, die durch die städtische Expansion nicht verdrängt wurde, erfrischt er die Luft und erfüllt mit seinem Baumbestand eine wichtige ökologische Funktion für die Stadt.
Durch das Projekt für das Gedeihen Nažwans schuf die Stadtverwaltung Isfahans Möglichkeiten für die Naherholung, wie Sportplätze, ein Schwimmbad, einen Campingplatz, Spielplätze für Kinder, sowie Möglichkeiten für Pferdedroschken, Pferdesport, Sportschifffahrt und Fahrradfahren.